# Pterostichus stantonensis
Pterostichus stantonensis är en skalbaggsart som beskrevs av Ball. Pterostichus stantonensis ingår i släktet Pterostichus och familjen jordlöpare. Inga underarter finns listade i Catalogue of Life.